# Studierendenwerk Essen-Duisburg

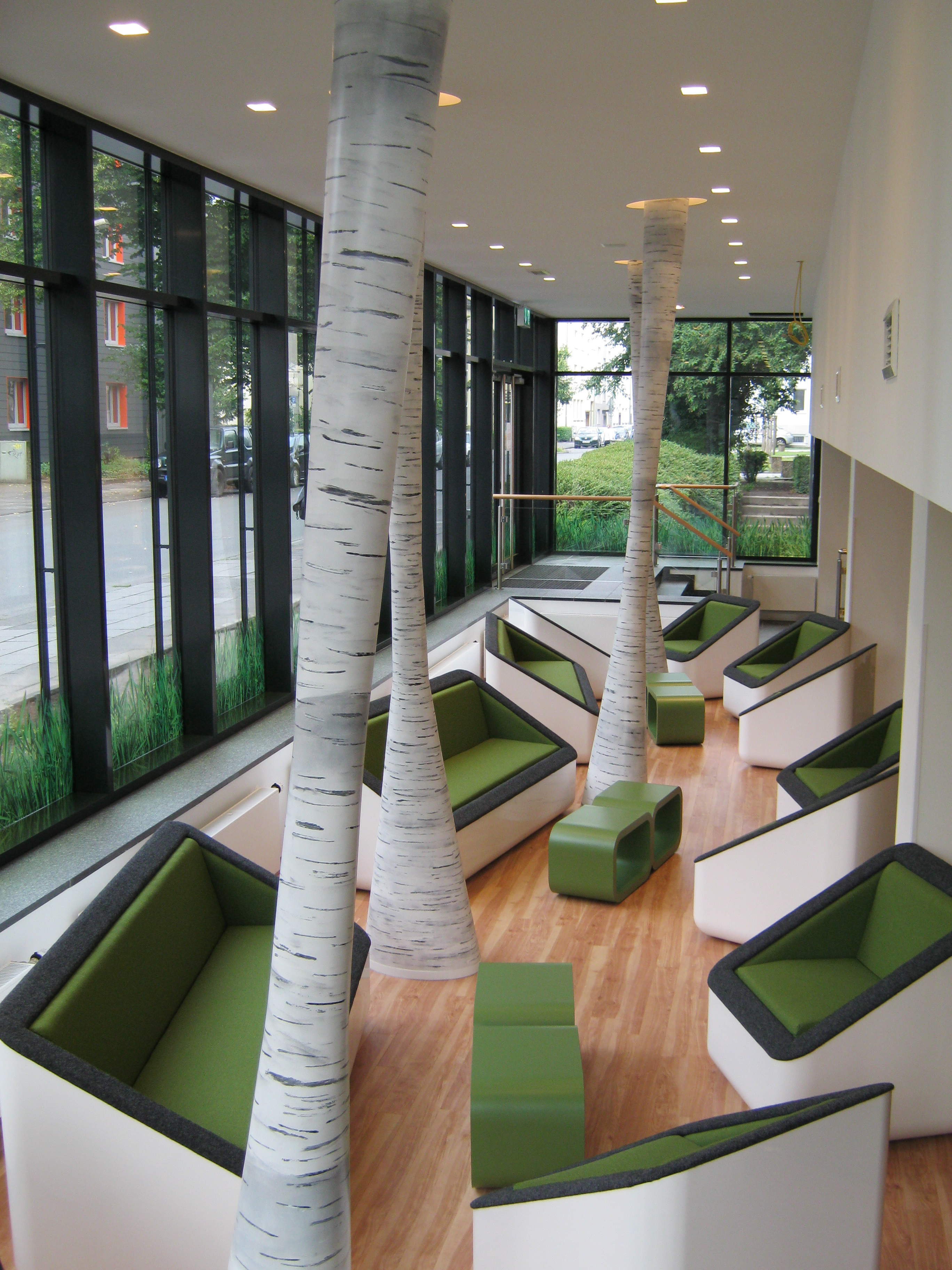
Kaffeebar insgrüne, Campus Duisburg

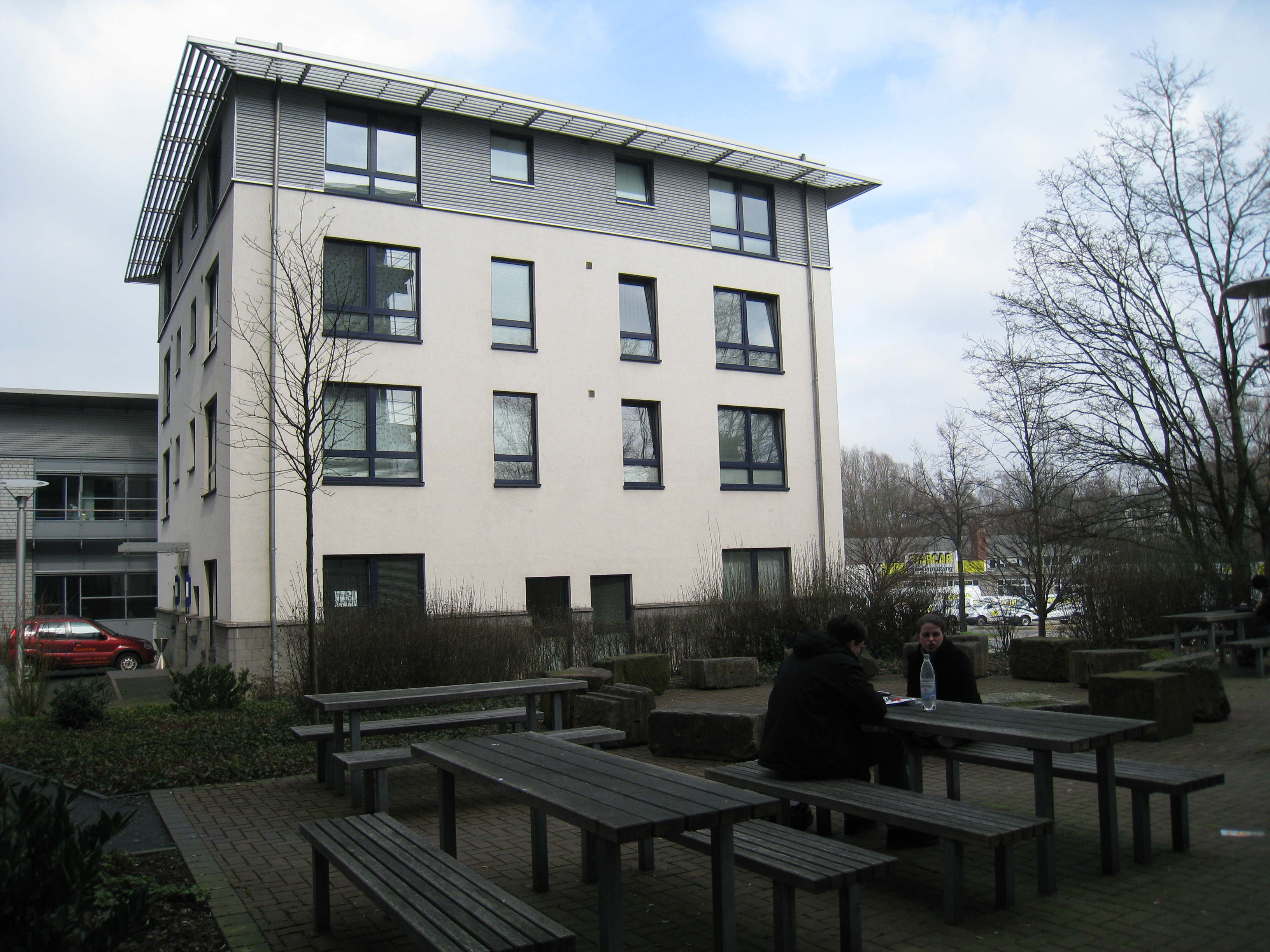
Gästehaus, Campus Essen

Das Studierendenwerk Essen-Duisburg begleitet Studierende während ihrer Studienzeit mit zahlreichen Dienstleistungen in den Bereichen Wohnen, Ernährung und Finanzen. Es berät bei sozialen Fragestellungen, steht in herausfordernden Situationen mit Rat und Tat zur Seite und gestaltet darüber hinaus kulturelle Angebote.
Es ist für die soziale und wirtschaftliche Betreuung der rund 52.000 Studierenden der Universität Duisburg-Essen mit den beiden Campus in Duisburg und Essen, der Folkwang Universität der Künste sowie der Hochschule Ruhr West in Mülheim an der Ruhr und Bottrop zuständig.
Das Studierendenwerk Essen-Duisburg ist eines von zwölf Studentenwerken in Nordrhein-Westfalen. Deutschlandweit gibt es insgesamt 57 Studierendenwerke. Dachverband ist das Deutsche Studierendenwerk mit Sitz in Berlin.

## Geschichte
Kurz vor dem Zusammenschluss der Hochschulen in Essen und Duisburg zur Universität Duisburg-Essen (UDE) 2003, fusionierten die Studentenwerke Essen und Duisburg am 1. Januar 2002. Beide ehemaligen Studentenwerke wurden 1974 gegründet. In Duisburg verfügte die ehemalige Pädagogische Hochschule seit 1968 über eine Mensa. Die erste Mensa in Essen wurde im Jahr 1976 eröffnet, die Mensa, Campus Duisburg folgte 1991. Die Hauptbauzeit der Duisburger Studentenwohnheime lässt sich auf die Jahre 1981 bis 1985 datieren. Eine soziale und psychologische Beratung für Studierende existiert seit dem 1. April 1994.
Im Jahr 2018 hatte das Studierendenwerk 375 Mitarbeiter, davon arbeitet ein Großteil in der Gastronomie.
Im September 2014 wurde das Hochschulzukunftsgesetz (HZG) NRW beschlossen. In Artikel 4 dieses Gesetzes wurde auch das neue Studierendenwerksgesetz (StWG) verabschiedet und trat zum 1. Oktober 2014 in Kraft. Demnach wurden die Studentenwerke in NRW u. a. aufgefordert, sich in Studierendenwerke umzubenennen. Der Verwaltungsrat des Studierendenwerks Essen-Duisburg hat in seiner Sitzung am 15. Dezember 2014 eine neue Satzung verabschiedet, die u. a. die Namensänderung in Studierendenwerk Essen-Duisburg vorsieht. Das Ministerium für Innovation, Wissenschaft und Forschung des Landes NRW hat die Satzung mit Schreiben vom 5. Februar 2015 genehmigt. Der neue Name des ehemaligen Studentenwerks Essen-Duisburg lautet somit Studierendenwerk Essen-Duisburg – Anstalt des öffentlichen Rechts -.

## Aufgaben
Das Studierendenwerk Essen-Duisburg ist eine Anstalt des öffentlichen Rechts und versteht sich als Dienstleister für die Studierenden. Es besteht aus den Bereichen Gastronomie, Wohnen, Studienfinanzierung, Kinderbetreuung, soziale und psychologische Beratung sowie Kultur.
GASTRONOMIE
Das STUDIERENDENWERK betreibt neun Mensen, acht Cafeterien und ein Restaurant. In den Mensen liegt der Schwerpunkt auf der Mittagsverpflegung. Neben dem Angebot an den Hochschulen beliefert die Gastronomie die Kindertagesstätten des STUDIERENDENWERKS und bewirtet über den Tagungsservice Veranstaltungen, Feiern und Konferenzen im Umfeld der Hochschulen.
WOHNEN
Das STUDIERENDENWERK bietet insgesamt mehr als 2.500 Wohnheimzimmer in Essen, Duisburg und Mülheim an der Ruhr an. Vermietet werden Zimmer in einer Wohngemeinschaft, Einzelapartments oder Einzelzimmer auf einer Gemeinschaftsetage. Die 19 Wohnheime liegen allesamt in der Nähe der Universität Duisburg-Essen und der Hochschule Ruhr-West. Mietberechtigt ist jeder Studierende der Universität Duisburg-Essen, der Folkwang Universität der Künste oder der Hochschule Ruhr West. Zusätzlich gibt es zwei Gästehäuser, die vor allem von Gastwissenschaftlern, Doktoranden und Dozenten genutzt werden.
STUDIENFINANZIERUNG
Das STUDIERENDENWERK vollzieht das Bundesausbildungsförderungsgesetz (BAföG), vergibt Studienabschlussdarlehen (Daka) und verfügt über eine Budget- und Finanzierungsberatung. So unterstützt es die Studierenden in Finanzierungs- und BAföG-Angelegenheiten.
BERATUNG
Die Beratungsstellen des STUDIERENDENWERKS sind Anlaufstellen, die wichtige Informationen rund ums Studium geben und in schwierigen Lebenssituationen beratend, unterstützend, fördernd und begleitend zur Seite stehen. Das soziale und psychologische Beratungsangebot ist kostenfrei, alle Beratungen werden vertraulich behandelt. Die Beratungsgespräche sind auch in englischer Sprache möglich.
KINDERBETREUUNG
Das STUDIERENDENWERK bietet insgesamt 132 Kinderbetreuungsplätze an. In den Kitas Brückenspatzen und Tiegelkids am Campus Essen sowie in der Kita Campino in Duisburg werden Kinder im Alter von vier Monaten bis zum Schuleintritt von pädagogischen Fachkräften betreut. In den zwei Kindertagespflegeeinrichtungen, den Forscherkids am Campus Mülheim und den Campuskids am Campus Duisburg, können Kinder von vier Monaten bis drei Jahre von qualifizierten Tagespflegepersonen wie in einer Familie betreut werden.
KULTUR
Das STUDIERENDENWERK unterstützt internationale Studierende bei Fragen rund um das Studium in Deutschland, bei der Kommunikation mit Behörden (z. B. beim Ausfüllen von Formularen) und berät zu persönlichen Fragen. Zudem fördert das Studierendenwerk die interkulturelle Vernetzung mit seinem Sprachcafé Café-Lingua, interkulturellen Trainings, studentischen Projektgruppen sowie Veranstaltungen in den Wohnheimen.

## Organisation/Finanzierung
Die rechtliche Grundlage für die Arbeit des Studierendenwerks Essen-Duisburg beruht auf dem „Gesetz über die Studentenwerke im Lande Nordrhein-Westfalen“ vom 27. Februar 1974. Das Studierendenwerk hat gemäß §3 Studierendenwerksgesetz NRW (StWG) in der ab 1. Oktober 2014 geltenden Fassung zwei Organe: den Verwaltungsrat und die Geschäftsführung. Der Verwaltungsrat entscheidet nach §6 StWG u. a. über die Satzung, Beitragsordnung und Wahl des Wirtschaftsprüfers. Er beschließt den Wirtschaftsplan, stellt den Jahresabschluss fest und entlastet die Geschäftsführung. Der Verwaltungsrat überwacht die Geschäftsführung insbesondere im Hinblick auf Organisation, Rechnungswesen sowie auf Einhaltung der Grundsätze der Finanzierung und Wirtschaftsführung. Die Geschäftsführung als zweites Organ leitet das Studierendenwerk und führt dessen Geschäfte in eigener Verantwortung. Sie vertritt das Studierendenwerk gerichtlich und rechtsgeschäftlich, ist für den Wirtschaftsplan verantwortlich und Dienstvorgesetzte des Personals (§ 9 StWG).
Das Studierendenwerk Essen-Duisburg finanziert sich überwiegend aus eigenen erwirtschafteten Einnahmen aus Gastronomieerlösen und Mieterlösen, von den Studierenden erhobenen Sozialbeiträgen, einem allgemeinen Landeszuschuss aus Steuereinnahmen des Landes Nordrhein-Westfalen und Landes- und Gemeindezuschüssen zum Betrieb der Kindertagesstätten.